# 章太炎墓
30°13′47″N 120°08′27″E / 30.22972°N 120.14083°E
章太炎墓位于浙江省杭州市西湖区南屏山北麓（今太子湾公园旁），为章炳麟（太炎）之墓，毗邻张苍水墓。1956年4月迁葬于此，今墓为1981年重建。1963年列为浙江省文物保护单位。墓前建有章太炎纪念馆。

## 历史
1914～1916年章太炎被袁世凯囚禁于北京期间，数次绝食求死，当时自书“章太炎之墓”作为未来墓碑之用，送碑文给朋友杜志远，托他到刘基墓旁寻墓地，以效法“张苍水从岳飞而葬”。1936年，章太炎在苏州逝世，生前决定葬于张苍水墓旁。后因七七事变爆发，灵柩暂厝于宅邸花园，墓穴系用鱼池改建，墓前立章氏画像碑，画像由张大千所作，像下有马相伯题词：“前不见古人，后不见来者，念天地之悠悠，独怆然而泣下。录陈子昂诗。太炎先生像赞。叹吾道之孤也。九十叟马良。”1956年，迁葬于杭州现址。1966年秋被掘墓暴尸，墓地被平。1981年10月找到遗骸，于原址重建，新立墓碑系据章氏被囚期间自书“章太炎之墓”重刻。
- 远景
- 近景
- 章太炎夫人汤国梨逝世后附葬于旁